# Vlag van Wormerveer

Vlag van de gemeente Wormerveer
(1962-1974)

Dorpsvlag van Wormerveer
(2003-2023)

Vlag die door de gemeente bij bijzondere gelegenheden werd gebruikt en sinds 2023 als dorpsvlag erkend is

Vlag van de gemeente Wormerveer
(tot 1962)

De vlag van Wormerveer is per 30 januari 1962 bij raadsbesluit vastgesteld als gemeentelijke vlag van de voormalige Noord-Hollandse gemeente Wormerveer. De vlag kan als volgt worden beschreven:
Gekwartileerd van wit en rood.
De vormgeving van de vlag is afgeleid van het gemeentewapen. Het gemeentelijk dundoek bleef tot 1 januari 1974 in gebruik, op die dag is de gemeente opgegaan in de gemeente Zaanstad.
Bij het 500-jarig bestaan van de plaats Wormerveer in 2003 is een aangepaste versie van de vlag als dorpsvlag ingevoerd. In het witte vlak linksboven zijn nu de leeuwen uit de gemeentewapens van Wormerveer en Zaanstad geplaatst, afwisselend in de kleuren rood en zwart.
De gemeente Wormerveer gebruikte zelf nog een andere vlag bij speciale gelegenheden. In deze vlag was in het midden een klimmende leeuw geplaatst over de vier vlakken heen, in de complementaire kleuren (dus in wit in de rode vlakken en in rood in de witte vlakken).
Tot aan de instelling van deze vlag was een tweebanige van rood en wit in gebruik.
Op 21 december 2023, is bij raadsbesluit de vlag in gekwartileerd wit en rood met leeuw in complementaire kleuren, vastgesteld als dorpsvlag ter gelegenheid van het 50-jarig bestaan van de gemeente Zaanstad.

## Verwante afbeeldingen

Wapen van Wormerveer

Akersloot
· Andijk
· Anna Paulowna 
· Assendelft 
· Beemster 
· Bennebroek 
· Blokker 
· Broek in Waterland 
· Bussum 
· Callantsoog 
· Edam 
· Egmond 
· Egmond aan Zee 
· Egmond-Binnen 
· Graft-De Rijp 
· 's-Graveland 
· Haarlemmerliede en Spaarnwoude 
· Harenkarspel 
· Heerhugowaard 
· Hensbroek 
· Hoogwoud 
· Ilpendam 
· Jisp 
· Krommenie 
· Langedijk 
· Limmen 
· Marken 
· Midwoud 
· Monnickendam 
· Muiden 
· Naarden 
· Nederhorst den Berg 
· Nibbixwoud 
· Niedorp 
· Noorder-Koggenland 
· Obdam 
· Opperdoes 
· Schermer 
· Schermerhorn 
· Schoorl 
· Sint Maarten 
· Terschelling 
· Terschelling en Vlieland 
· Twisk 
· Venhuizen 
· Vlieland 
· Warmenhuizen
· Weesp
· Wervershoof 
· Wester-Koggenland 
· Westwoud 
· Westzaan 
· Wieringen 
· Wieringermeer 
· Wijdewormer 
· Wognum 
· Wormer 
· Wormerveer 
· Zaandam 
· Zaandijk 
· Zeevang 
· Zijpe
Abbekerk
· Assendelft
· Bergen
· Bovenkarspel
· Buitenveldert
· Bussum
· De Rijp
· Driemond
· Groet
· Grootschermer
· Graft
· Hauwert
· Huisduinen
· Julianadorp
· Koog aan de Zaan
· Krommenie
· Krommeniedijk
· Lambertschaag
· Marken
· Middelie
· Muiden
· Muiderberg
· Naarden
· Nauerna
· Nibbixwoud
· Nieuw-Vennep
· Omval
· Opperdoes
· Rijsenhout
· Sijbekarspel
· Sint Pancras
· Sloten
· Spaarndam
· Vogelenzang
· Weesp
· Wijk aan Zee
· Wormerveer
· Zaandijk
· Zwaagdijk-West